# Vicus Tuscus

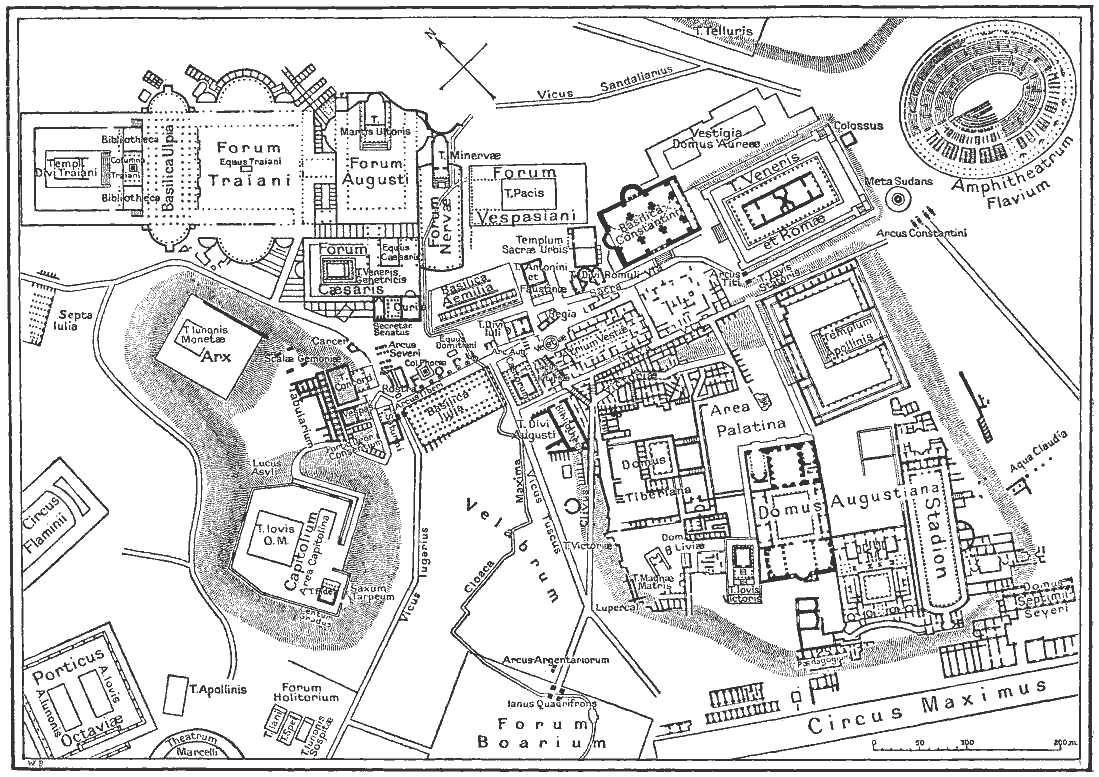
Carte du centre de Rome durant l'Empire montrant le vicus Tuscus au centre

Le vicus Tuscus ou « rue étrusque » était une ancienne rue de la ville de Rome, partant du forum romain vers le sud-ouest entre la basilique Iulia et le temple de Castor et Pollux, en direction du Forum boarium et du Circus maximus, en passant par le côté occidental du Mont Palatin et le quartier du Vélabre.
Les auteurs anciens sont d'accord pour en attribuer le nom au fait que des Étrusques se seraient installés dans ce quartier, mais ils divergent sur la date de cette arrivée : pour certains, ce serait après l'échec de Porsenna ; pour d'autres, sous les Tarquins ou même dès le règne de Romulus.